# Dysgonia triangularis
Dysgonia triangularis là một loài bướm đêm trong họ Erebidae.